# أحمد أبو سمرة
أحمد أبو سمرة (بالفرنسية: Ahmad Abousamra)‏ (ولد تقريبا في 19 سبتمبر 1981 - وتوفي في يناير 2017) كان مطلوب لدى مكتب التحقيقات الفيدرالي بسبب أنه حاول الحصول على تدريب عسكري في اليمن وباكستان لغرض قتل جنود أمريكيين في الخارج.

## عن حياته
أحمد أبو سمرة كان مواطنا مزدوج الجنسية لكونه يحمل الجنسية الأمريكي والسورية ولقد ولد في فرنسا في عام 1981.

## مقتله
في يوم 5 أبريل 2017، نشر تنظيم داعش خبر في مجلة رومية أن أبو سمرة قتل في غارة جوية في سوريا في شهر يناير 2017 .